# Adhaim Dam
Adhaim Dam är en dammbyggnad i Irak.   Den ligger i provinsen Saladin, i den centrala delen av landet, 140 km norr om huvudstaden Bagdad. Adhaim Dam ligger 137 meter över havet.
Terrängen runt Adhaim Dam är platt. Runt Adhaim Dam är det ganska glesbefolkat, med 47 invånare per kvadratkilometer. Omgivningarna runt Adhaim Dam är i huvudsak ett öppet busklandskap.